# 絨毛癌
絨毛癌（じゅうもうがん、英: Choriocarcinoma）は、胎盤を構成する絨毛を発生母地とする悪性腫瘍。「絨毛上皮腫」（じゅうもうじょうひしゅ）とも呼ばれる。

## 分類

### 妊娠性
妊娠に引き続いて発生するもの。ほとんどの絨毛癌は妊娠性である。
うち約半数が胞状奇胎から癌化したもので、他には流産後、正常分娩後などがある。胞状奇胎後に絨毛癌の兆しがあればごく初期の段階で対処されるのに対し、病状が進行してから発見される例では正常妊娠後のケースが多い。
局所浸潤性と血管親和性を有し、急速に増殖して早い時期から血行性転移を起こしやすい。とりわけ、肺への転移が多い。妊娠性絨毛癌の大多数は子宮を病巣とするものだが、中には子宮の原発病巣が消失し他への転移巣のみ見られる場合もある。

### 非妊娠性
妊娠とは無関係に発生するもの。非妊娠性の絨毛癌は稀である。
絨毛原基の迷入や、他癌の癌細胞の分化異常などから起こる。

## 病理
絨毛形態を認めず、栄養膜細胞類似の悪性細胞の増殖を認め、出血や壊死等多彩な病理像を認める。

## 症状
- 不正性器出血
- つわり様の症状
- 下腹部痛
- 血痰、呼吸困難 … 肺への転移を伴う場合

## 検査
- β-hCG値高値
- AFP高値[1]

## 治療
主に化学療法が中心となる。多剤併用療法による治療成績の向上で、現在は寛解率が90%以上と化学療法の有効性は高い。
一次治療としてはEMA/CO療法（エトポシド、メトトレキサート、アクチノマイシンD、シクロホスファミド、ビンクリスチン）、二次治療としてEMA/EP療法（エトポシド、メトトレキサート、アクチノマイシンD、シスプラチン）が選択される。
今後の妊娠希望がない場合などで、子宮全摘の手術を行うケースもある。